# Jørgen Vind

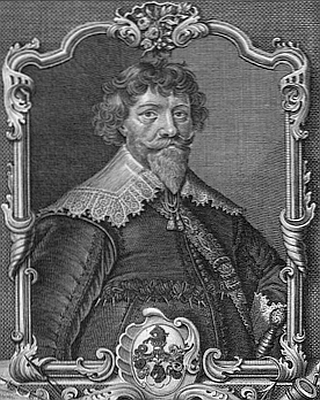
Reichsadmiral Jørgen Vind

Jørgen Vind (eingedeutscht auch Georg Wind) (* 7. Juli 1593 in Roskilde, Dänemark-Norwegen; † 17. Juli 1644 in Kopenhagen) war ein dänischer Admiral und Reichsrat.

## Leben
Vind hatte schon während des Kalmarkrieges gegen Schweden gekämpft, nach dem Tod des dänischen Reichsadmirals Claus Daa wurde er 1641 dessen Nachfolger und übernahm das Kommando über die vor Kopenhagen liegende dänische Flotte. Während des Torstenssonkrieges blockierte er zunächst erfolgreich die schwedische Flotte in der Kieler Förde. Er wurde jedoch schon am 1. Juli 1644 tödlich verwundet in der Seeschlacht auf der Kolberger Heide, bei der auch der dänische König Christian IV. verwundet wurde. Neuer Reichsadmiral wurde Ove Gjedde.